# Vaksi pörölycápa
A vaksi pörölycápa (Sphyrna tudes) a porcos halak (Chondrichthyes) osztályának kékcápaalakúak (Carcharhiniformes) rendjébe, ezen belül a pörölycápafélék (Sphyrnidae) családjába tartozó faj.
Ez a cápa a kisméretű pörölycápák egyike. A vaksi pörölycápa gyakori halnak számít az Atlanti-óceán déli részének a nyugati felén, azaz Dél-Amerika sekély vizű partjai mentén Venezuelától kezdve egészen Uruguayig. Az iszapos és zavaros vizű élőhelyeket kedveli, ahol a szemeinek nemigen veszi hasznát. Emiatt ezek az érzékszervek nagyon kis méretűek, innen ered egyik angol neve is: „kis szemű pörölycápa” (smalleye hammerhead). A felnőtt hímek és a fiatal példányok rajokat alkotnak, és távol tartják magukat a kifejlett, magányos életmódot folytató nőstényektől. Átlagos hosszúsága 120-130 centiméter. E pörölycápa fején, oldalain és úszóin élénk aranyos foltozottság látható (ezért hívják még angolul „arany pörölycápának” is: golden hammerhead), de ezt a színezést csak az 1980-as években jegyezték fel. Mint minden más pörölycápa esetében, a vaksi pörölycápa feje is kalapács alakú; a szemeit hordó nyúlványok lapítottak és szélesen szétterülnek. A „kalapácsfej” elülső része nagy mértékben ívelt; szintén az elülső részén, valamint a nyúlványok elülső részein bemélyedések láthatók.
A vaksi pörölycápa a sárgás-narancssárgás színét a táplálékának köszönheti. Fiatal korában főleg a mászórákokhoz tartozó Penaeidae családbeli Xiphopenaeus kroyerira vadászik. A felnőtt viszont a tengeri harcsafélékkel (Ariidae) és azok ikráival táplálkozik. Talán az aranyszín álcázásként működik a zavaros vizekben, és elrejti a kis méretű cápát a nagyobb rokonaitól. Elevenszülő cápaként a magzatjai - a szikzacskó kifogyása után -, az anyahal testében, az emlősök méhlepényéhez hasonló burokban fejlődnek ki. A nőstény minden évben szaporodik és tíz hónapos vemhesség után 5-19 kis pörölycápának ad életet. A szaporodási időszaka, az alom nagysága és az ivarérettség bekövetkezése a földrajzi helytől függ. Mivel nagy számban fordul elő, a helybéli halászoknak igen fontos mellékzsákmánya, emberi táplálékként hasznosítható. Az utóbbi években, valószínűleg a túlhalászás miatt Trinidad és Tobago vizeiben, Brazília északi partjai mentén, és talán más helyeken is, a vaksi pörölycápa állományai erősen megcsappantak. Ehhez hozzáadva a lassú szaporodását, a Természetvédelmi Világszövetség (IUCN) sebezhető fajként kezeli ezt a pörölycápát.

## Rendszertani besorolása és a neve
Habár a legkönnyebben felismerhető pörölycápák egyike, mégis a vaksi pörölycápa rendszertani besorolásának hosszú és bonyolult története van. Az állat első leírását és megnevezését 1822-ben Achille Valenciennes francia zoológus készítette el a „Memoires du Museum National d'Histoire Naturelle” című tudományos lap számára. Valenciennes ennek az állatnak a Zygaena tudes tudományos nevet adta; a latin tudes = „kalapács”. A cápa leírásához három példányt használt fel. Az egyiket a francia Nizza vizeiben, a másodikat a Francia Guyana-i Cayenne közelében, míg a harmadikat az indiai Koromandel-part mentén fogták ki. Több mint 150 éven keresztül a halbiológusok úgy vélték, hogy Valenciennes tulajdonképpen a nagy pörölycápát írta le Zygaena (Sphyrna) tudes néven; a Zygaena-t később átnevezték Sphyrna-ra. A szóban forgó pörölycápát akkortájt Sphyrna bigelowi néven ismerték; ezt a nevet 1944-ben Stewart Springer amerikai halbiológus alkotta meg a „Journal of the Washington Academy of Sciences” számára.
1950-ben Enrico Tortonese újravizsgálta a nizzai és a cayennei példányokat (a koromandel-parti példány időközben megsemmisült) és rájött, hogy ezek nem is nagy pörölycápák, hanem az úgynevezett S. bigelowi tagjai. 1967-ben Carter Gilbert saját vizsgálata után megerősítette, hogy a két példány tényleg S. bigelowi, azonban az elveszett indiai példány mégis nagy pörölycápa lehetett. Végül a szóban forgó pörölycápa tudományos neve nem a Sphyrna bigelowi maradt, hanem a Sphyrna tudes, mivel e fajt ezzel a névvel írták le hamarább. A nagy pörölycápa pedig megkapta a Sphyrna mokarran tudományos nevet. Gilbert a S. tudes hivatalos és végleges leírásához a nizzai cápát használta fel lektotípusnak, a cayenneit pedig paralektotípusnak. Ennek az eljárásnak az volt a célja, hogy stabilizálja a nevet, azonban ezzel ellenkező hatása volt.
|  | Sphyrna mokarran |
|  |                  |
|  | Sphyrna zygaena  |
|  |                  |

|  | Sphyrna tudes |
|  |               |
|  | Sphyrna media |
|  |               |

|  | Sphyrna tiburo |
|  |                |
|  | Sphyrna corona |
|  |                |

|  | Sphyrna tudes |
|  |               |
|  | Sphyrna media |
|  |               |

|  | Sphyrna tiburo |
|  |                |
|  | Sphyrna corona |
|  |                |

|  | Sphyrna tudes |
|  |               |
|  | Sphyrna media |
|  |               |

|  | Sphyrna tiburo |
|  |                |
|  | Sphyrna corona |
|  |                |

|  | Sphyrna tudes |
|  |               |
|  | Sphyrna media |
|  |               |

|  | Sphyrna tiburo |
|  |                |
|  | Sphyrna corona |
|  |                |

|  | Sphyrna mokarran |
|  |                  |
|  | Sphyrna zygaena  |
|  |                  |

|  | Sphyrna tudes |
|  |               |
|  | Sphyrna media |
|  |               |

|  | Sphyrna tiburo |
|  |                |
|  | Sphyrna corona |
|  |                |

|  | Sphyrna tudes |
|  |               |
|  | Sphyrna media |
|  |               |

|  | Sphyrna tiburo |
|  |                |
|  | Sphyrna corona |
|  |                |

|  | Sphyrna tudes |
|  |               |
|  | Sphyrna media |
|  |               |

|  | Sphyrna tiburo |
|  |                |
|  | Sphyrna corona |
|  |                |

|  | Sphyrna tudes |
|  |               |
|  | Sphyrna media |
|  |               |

|  | Sphyrna tiburo |
|  |                |
|  | Sphyrna corona |
|  |                |

|  | Sphyrna mokarran |
|  |                  |
|  | Sphyrna zygaena  |
|  |                  |

|  | Sphyrna tudes |
|  |               |
|  | Sphyrna media |
|  |               |

|  | Sphyrna tiburo |
|  |                |
|  | Sphyrna corona |
|  |                |

|  | Sphyrna tudes |
|  |               |
|  | Sphyrna media |
|  |               |

|  | Sphyrna tiburo |
|  |                |
|  | Sphyrna corona |
|  |                |

|  | Sphyrna tudes |
|  |               |
|  | Sphyrna media |
|  |               |

|  | Sphyrna tiburo |
|  |                |
|  | Sphyrna corona |
|  |                |

|  | Sphyrna tudes |
|  |               |
|  | Sphyrna media |
|  |               |

|  | Sphyrna tiburo |
|  |                |
|  | Sphyrna corona |
|  |                |

|  | Sphyrna mokarran |
|  |                  |
|  | Sphyrna zygaena  |
|  |                  |

|  | Sphyrna tudes |
|  |               |
|  | Sphyrna media |
|  |               |

|  | Sphyrna tiburo |
|  |                |
|  | Sphyrna corona |
|  |                |

|  | Sphyrna tudes |
|  |               |
|  | Sphyrna media |
|  |               |

|  | Sphyrna tiburo |
|  |                |
|  | Sphyrna corona |
|  |                |

|  | Sphyrna tudes |
|  |               |
|  | Sphyrna media |
|  |               |

|  | Sphyrna tiburo |
|  |                |
|  | Sphyrna corona |
|  |                |

|  | Sphyrna tudes |
|  |               |
|  | Sphyrna media |
|  |               |

|  | Sphyrna tiburo |
|  |                |
|  | Sphyrna corona |
|  |                |

|  | Sphyrna mokarran |
|  |                  |
|  | Sphyrna zygaena  |
|  |                  |

|  | Sphyrna tudes |
|  |               |
|  | Sphyrna media |
|  |               |

|  | Sphyrna tiburo |
|  |                |
|  | Sphyrna corona |
|  |                |

|  | Sphyrna tudes |
|  |               |
|  | Sphyrna media |
|  |               |

|  | Sphyrna tiburo |
|  |                |
|  | Sphyrna corona |
|  |                |

|  | Sphyrna tudes |
|  |               |
|  | Sphyrna media |
|  |               |

|  | Sphyrna tiburo |
|  |                |
|  | Sphyrna corona |
|  |                |

|  | Sphyrna tudes |
|  |               |
|  | Sphyrna media |
|  |               |

|  | Sphyrna tiburo |
|  |                |
|  | Sphyrna corona |
|  |                |

|  | Sphyrna mokarran |
|  |                  |
|  | Sphyrna zygaena  |
|  |                  |

|  | Sphyrna tudes |
|  |               |
|  | Sphyrna media |
|  |               |

|  | Sphyrna tiburo |
|  |                |
|  | Sphyrna corona |
|  |                |

|  | Sphyrna tudes |
|  |               |
|  | Sphyrna media |
|  |               |

|  | Sphyrna tiburo |
|  |                |
|  | Sphyrna corona |
|  |                |

|  | Sphyrna tudes |
|  |               |
|  | Sphyrna media |
|  |               |

|  | Sphyrna tiburo |
|  |                |
|  | Sphyrna corona |
|  |                |

|  | Sphyrna tudes |
|  |               |
|  | Sphyrna media |
|  |               |

|  | Sphyrna tiburo |
|  |                |
|  | Sphyrna corona |
|  |                |

|  | Sphyrna mokarran |
|  |                  |
|  | Sphyrna zygaena  |
|  |                  |

|  | Sphyrna tudes |
|  |               |
|  | Sphyrna media |
|  |               |

|  | Sphyrna tiburo |
|  |                |
|  | Sphyrna corona |
|  |                |

|  | Sphyrna tudes |
|  |               |
|  | Sphyrna media |
|  |               |

|  | Sphyrna tiburo |
|  |                |
|  | Sphyrna corona |
|  |                |

|  | Sphyrna tudes |
|  |               |
|  | Sphyrna media |
|  |               |

|  | Sphyrna tiburo |
|  |                |
|  | Sphyrna corona |
|  |                |

|  | Sphyrna tudes |
|  |               |
|  | Sphyrna media |
|  |               |

|  | Sphyrna tiburo |
|  |                |
|  | Sphyrna corona |
|  |                |

|  | Sphyrna mokarran |
|  |                  |
|  | Sphyrna zygaena  |
|  |                  |

|  | Sphyrna tudes |
|  |               |
|  | Sphyrna media |
|  |               |

|  | Sphyrna tiburo |
|  |                |
|  | Sphyrna corona |
|  |                |

|  | Sphyrna tudes |
|  |               |
|  | Sphyrna media |
|  |               |

|  | Sphyrna tiburo |
|  |                |
|  | Sphyrna corona |
|  |                |

|  | Sphyrna tudes |
|  |               |
|  | Sphyrna media |
|  |               |

|  | Sphyrna tiburo |
|  |                |
|  | Sphyrna corona |
|  |                |

|  | Sphyrna tudes |
|  |               |
|  | Sphyrna media |
|  |               |

|  | Sphyrna tiburo |
|  |                |
|  | Sphyrna corona |
|  |                |

1981-ben Jean Cadenat és Jacques Blache még egyszer átvizsgálták a S. tudes típuspéldányait, és észrevették, hogy a nizzai példány tulajdonképpen nem is tartozik ebbe a fajba, hanem a csipkés pörölycápa (abban az időben a csipkés pörölycápát Sphyrna couardi néven ismerték, később lett belőle Sphyrna lewini, amikor is az előbbi név elnyerte az önálló faji címet) magzatáról van szó. Ez a tény azt is megmagyarázza, hogy miért találtak Sphyrna tudest a francia vizekben, mikor is ez a faj kizárólag Dél-Amerika keleti partjainál lelhető fel. A kettős nevezéktan törvénye szerint az előbbi felfedezés miatt a csipkés pörölycápa érdemli meg a S. tudes tudományos nevet; és a manapság Sphyrna tudesként ismert cápát Sphyrna bigelowira kéne átnevezni. Azonban a taxonómusok már nemigen akarták újból átnevezni a cápákat, emiatt a szóban forgó pörölycápa megtarthatta a mai tudományos nevét. Hogy ez hivatalosan is végleges legyen, ahhoz e javaslatról az úgynevezett Nemzetközi Zoológiai Nomenklatúrabizottság (International Commission on Zoological Nomenclature, ICZN) kell, hogy döntsön; szintén ez a bizottság kéne elvegye a nizzai példány lektotípusi szerepét, és azt a cayenneivel cserélje fel. Ezt a javaslatot az ICZN ülésein ez ideig még nem tárgyalták meg.
1985-86-ig, amíg José Castro a Clemson University munkatársa, az Egyesült Nemzetek Szervezetének Élelmezésügyi és Mezőgazdasági Szervezete (Food and Agriculture Organization of the United Nations, FAO) számára nem végezte el e cápafajról szóló tanulmányát, a tudomány addig nem tudott a Sphyrna tudes aranyszínű foltjairól. Ez az élénk színezet az állat halála után elhalványul, elmosódik; a múzeumi példányokon levő sárgás árnyalatokat a tartósítási eljárásnak tulajdonították. A trinidadi halászok „sárga pörölycápának” vagy „aranyszínű pörölycápának” nevezik ezt a halat; e nevek széles körű használatát José Castro is támogatja. Más népies neve a „curry cápa”; valószínűleg azért, mert húsát curryvel tálalják fel.
Az új törzsfejlődéses kutatások, melyek a sejtmagban található (nukleáris) DNS (nDNS) vizsgálatot, valamint a mitokondriális genetikát alkalmazzák, arra az eredményre jutottak, mely szerint a „kisebb kalapácsfejűek” változatosabb ágat alkotnak e porcos halnemen belül. Ugyanezen kutatások kimutatták, hogy e cápafaj legközelebbi rokona a Sphyrna media, továbbá a hozzájuk a legközelebbi kládot a Sphyrna corona és a kerekfejű pörölycápa (Sphyrna tiburo) alkotja.

## Előfordulása
A vaksi pörölycápa az Atlanti-óceán délnyugati részén, azaz Dél-Amerika keleti partjain, Venezuelától egészen Uruguayig található meg. Gyakran az Orinoco deltájától nyugatra, Trinidad és Tobago délkeleti vizeiben is fellelhető. Még be nem bizonyított beszámolók vannak a mexikói, a panamai és a nyugat-floridai előfordulásáról. A Föld más részeiről érkező jelentések, a bonyolult rendszertani besorolásának következményei. Az előfordulási területén a leggyakoribb cápafajnak számít.
E pörölycápafaj előfordulási területén még négy másik pörölycápa is megtalálható: a kis méretű Sphyrna media és a kerekfejű pörölycápa, valamint a nagyobb méretű csipkés pörölycápa és a nagy pörölycápa. E fajok között nincs nagy versengés, mivel mindegyik faj más és más élőhelyen él, valamint a táplálékforrásaik is különböznek. A vaksi pörölycápa az iszapos, sekély vizeket hódította meg, ahol a zavaros vízben keresi a táplálékát. A felnőtt hímek és a mindkét nembéli fiatalok - azzal a feltétellel, hogy egyforma hosszúak legyenek - rajokat alkotnak. Ezek a rajok nem szolgálnak vándorlás közbeni védelmül, sem szaporodási összejöveteleket. Az eddigi megfigyelések szerint a kifejlett nőstények magányos életmódot folytatnak.

## Megjelenése

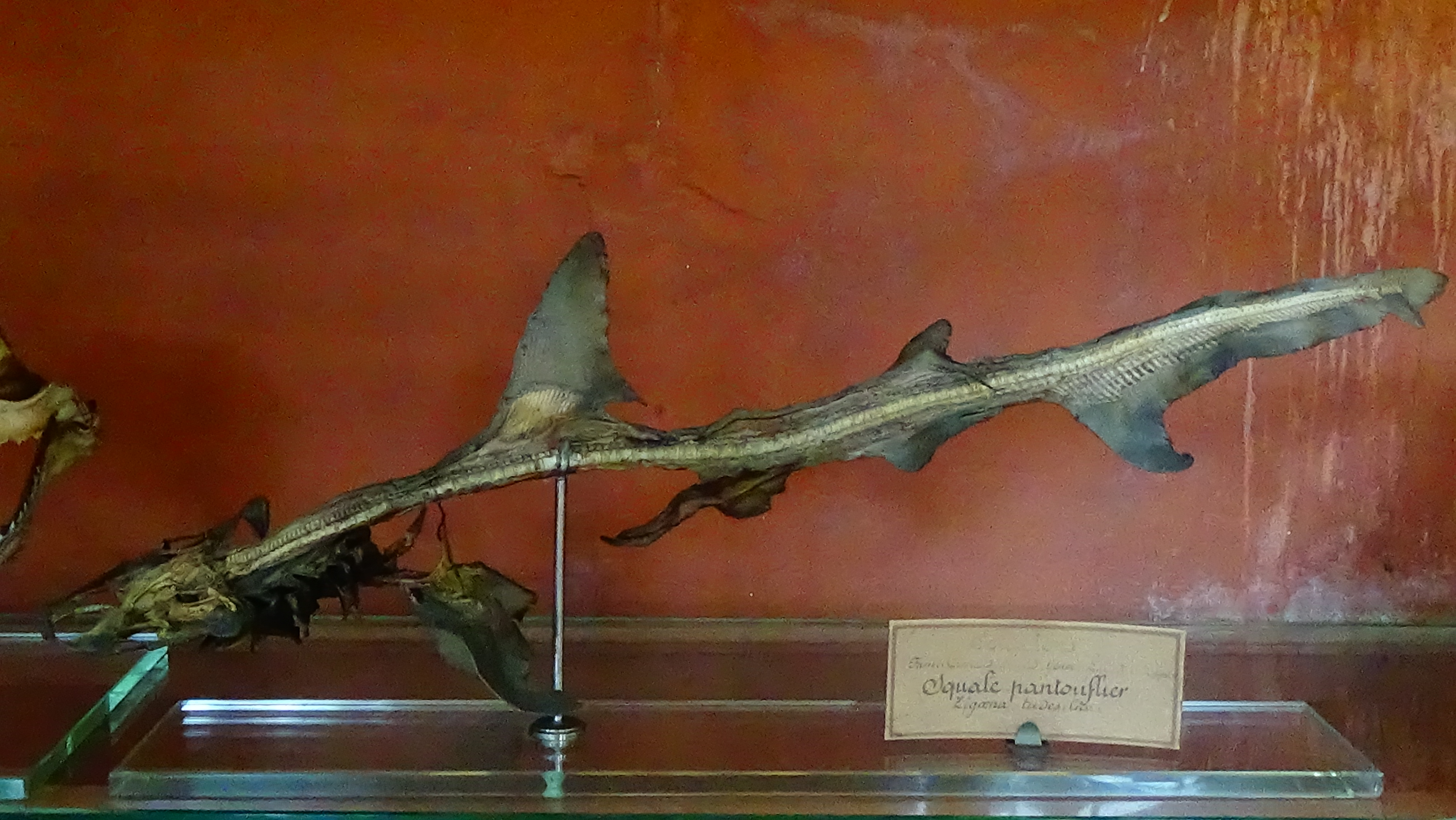
A cápa csontváza és úszói egy párizsi múzeumban

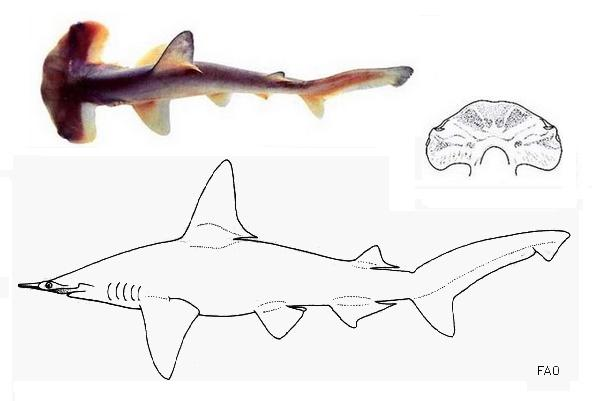
Egy kifejlett példány, valamint rajzok a porcos hal áramvonalas testéről és a „kalapácsfejéről”. A fej alsó része van ábrázolva; rajta az orrnyílásból kiinduló mélyedések láthatók jól

A kisebb méretű pörölycápák egyike. A hím átlagos hossza 120-134 centiméter, míg a nőstény 130-148 centiméter. A legnagyobb példányok elérik a 150 cm-es hosszúságot. Testtömege 9 kg. Az áramvonalas teste eléggé karcsú felépítésű. A kalapács alakú feje széles és hosszú. A nyúlványok fesztávolságának hossza egyenlő a hal testhosszának 28-32%-ával. A „kalapácsfej” elülső részének a közepe elől kinyúlik, azaz ívelt alakot mutat; a nyúlványok előre mutató oldalain pedig bemélyedések láthatók. A „kalapácsfej” számos, úgynevezett Lorenzini-ampulláknak, valamint oldalvonal végződéseknek ad helyet; mindezek a zsákmány elektromos hullámait és testrezdüléseit hivatottak pontosan bemérni. Az újszülött példány „kalapácsfeje” a felnőttétől eltérően hosszabb, a közepén íveltebb és kevesebb bemélyedés van rajta. A szemei, amelyek a nyúlványok végein helyezkednek el, kisebbek, mint más pörölycápák esetében; őket egy harmadik, védő szemhéj fedi. Az orrnyílásai mindjárt a szemek mögött vannak. Mindkét orrnyílásból jól látható mélyedés fut a „kalapácsfej” közepéig. A szája erősen ívelt. A felső állcsont (maxilla) mindkét felén 15-16 fogsor, míg az állkapocscsont (mandibula) mindkét felén 15-17 fogsor ül. A fogain egy kis háromszögletű kiemelkedés van, amely a sima vagy az enyhén fogazott fogszélhez terjed ki. A fogak a felső állcsonton megdőlnek, míg az állkapocscsonton egyenesen felállnak.
Az elülső hátúszója magas és csak kevésbé sarló alakú, a mellúszók töve mögött helyezkedik el; ez úszó szabad csúcsának a hátsó része a hasúszók fölött van. A második hátúszó kisebb az elülsőnél, de azért mégis eléggé nagy; hátsó része konkáv alakú. A hasúszók egyenes szélűek. A farok alatti úszója magasabb és hosszabb, mint a második hátúszó. A farokúszó alsó nyúlványa jól fejlett, a felső nyúlványának vége felé - nyúlvány amely hosszabb az alsónál -, egy kis kiemelkedés helyezkedik el. Bőre sok ezer apró, éles fogaspikkellyel fedett, melyet ha előre simítanánk, a dörzspapírhoz lehetne hasonlítani, viszont ha fordítva, elölről hátulra simítjuk, akkor bársonyos tapintású. Ez a sok fogaspikkelyke szorosan ül egymás mellett. Mindegyik pikkelyke ovális alakú, rajtuk öt vízszintes kiemelkedés van. A vaksi pörölycápa legszembetűnőbb tulajdonsága a színezete. A háti része a hátúszókkal együtt a szürkétől a sárgásszürkéig változik. A „kalapácsfej” szélei, a testének az oldalai, a mellúszók, a hasúszók, a farok alatti úszó, valamint a hasi része az élénk sárgától a fémes narancssárgáig változnak. Az újszülött pörölycápa háti része szürke, ennél sötétebb az elülső hátúszója és a farokúszó felső nyúlványa; a hasi része pedig fehéres. 45 centiméteresen a hasi része elkezd megsárgulni, aztán 50 centiméteresen a sárga szín a narancssárgába vált át. E pörölycápa az aranyszínét 55-70 centiméteresen éri el, azonban az aranyszín fakulni kezd az ivarérettség bekövetkeztével.

## Életmódja

Egy általános cápa fején elhelyezkedő Lorenzini-ampullák és az oldalvonal végződések; a pörölycápák esetében is ilyen, azzal a különbséggel, hogy az érzékelőszervek a „kalapácsfej” szélességében terjednek széjjel

A parthoz közeli 5-40 méter mély, iszapos és zavaros vizű élőhelyeket kedveli. A tengerfenék közelében tartózkodik. A különböző életkorú állatok, továbbá a különböző nemű példányok nem vegyülnek egymással. Az újszülöttek és a 40 centiméternél rövidebb fiatalok a legsekélyebb vizekben élnek, növekedésük során néhány hónap leforgása után egyre mélyebbre úsznak le. A kifejlett nőstények általában 9-18 méteres mélységekben tartózkodnak, míg a nagyobb fiatalok és a kifejlett hímek a 27-36 méter közötti mélységeket választják otthonul. Ez a faj a brakkvizet is jól tűri és olyan vizekben is megél, ahol a sótartalom nagyobb, mint 20-34 ppt.

### Táplálkozása
A táplálékát a kontinentális selfen keresi meg. Fiatal korában, azaz mielőtt eléri a 67 cm-es hosszúságot, ez a pörölycápafaj főleg mászórákokkal (Dendrobranchiata), azokból is inkább a Penaeidae családbeli Xiphopenaeus kroyerival táplálkozik. A kifejlett cápa viszont csontos halakra, főleg a tengeri harcsafélékre (Ariidae) és azok ikráira vadászik. A kis rák, valamint a tengeri harcsák testét és azok ikráit borító nyálka carotenoid pigmenteket tartalmaz. Talán ettől a természetes színezéktől kapja a Sphyrna tudes az aranyozott színét; még nem ismert, hogy a tengeri harcsák is a ráktól kapják-e a pigmenteket. A térségben egy másik cápafaj, a Mustelus higmani is táplálkozik ezekkel a rákokkal, azonban ez állat esetében az aranyozott színezet nem ennyire élénk. A vaksi pörölycápa az előbb felsoroltak mellett úszó tarisznyarákokkal (Portunidae), kalmárokkal és árnyékhalfélékkel (Sciaenidae) is táplálkozik. Más pörölycápák újszülött egyedeire is vadászik.

### Ellenségei
A vaksi pörölycápára nagyobb cápák, például a bikacápa (Carcharhinus leucas) vadászik. Az újszülött és a fiatal példányok a nagyobb csontos halaknak eshetnek áldozatul. Emiatt meglehet, hogy az aranyszín rejtőszínként szolgál a zavaros vízben. Ismert élősködője a laposférgek közé tartozó egyenesfejlődésű mételyek (Monogenea) osztálybeli Erpocotyle schmitti. Az evezőlábú rákok (Copepoda) közül az Echthrogaleus coleoptratus, Pandarus satyrus és Pandarus cranchii a külső élősködői.

## Szaporodása

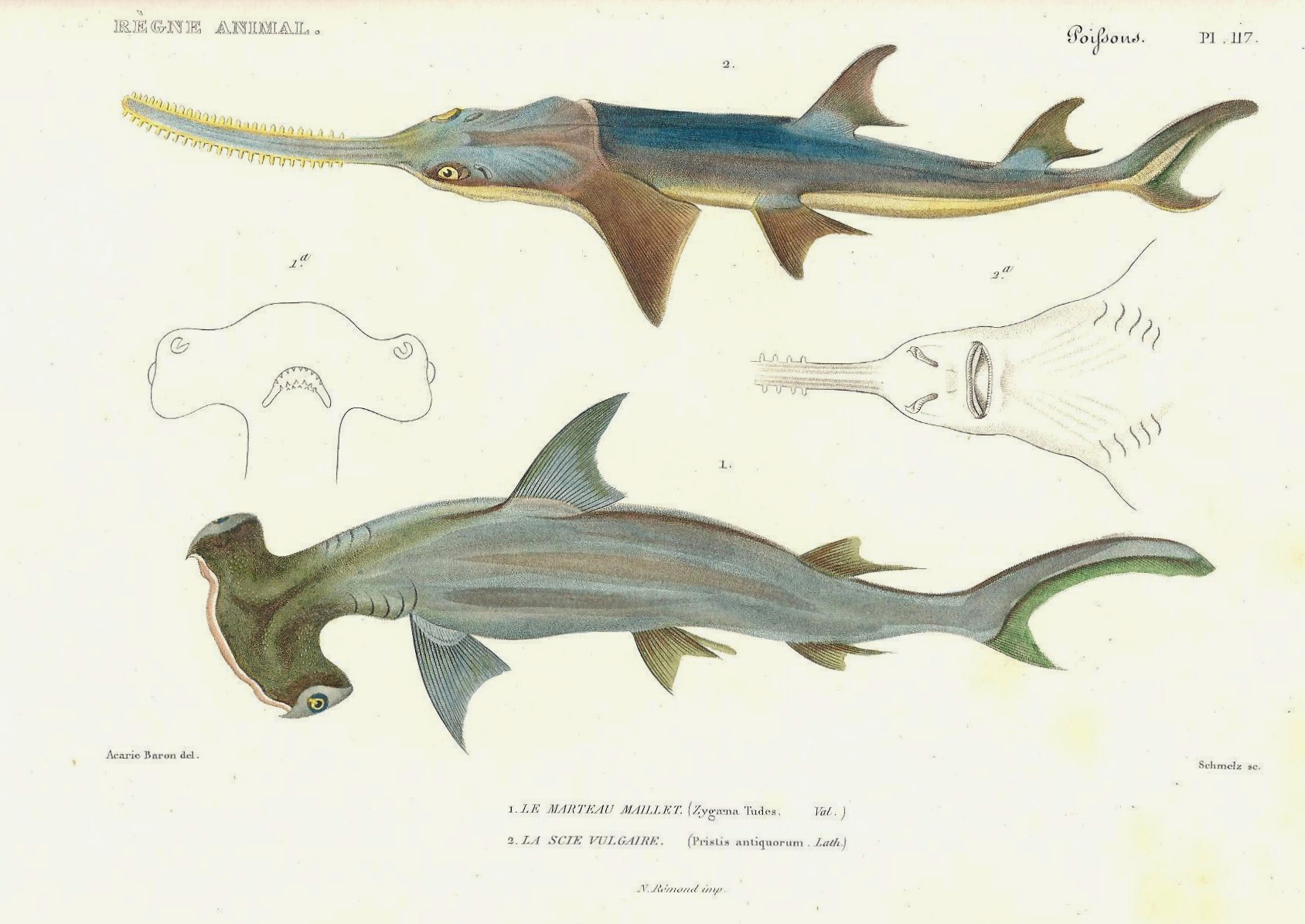
Régi rajz a vaksi pörölycápáról és a Pristis pristis-ról

Akár családjának többi tagja, a vaksi pörölycápa is elevenszülő, vagyis a kis pörölycápák az anyjuk testéből kelnek ki. A magzat először a többi cápafajhoz hasonlóan a szikzacskóból táplálkozik, de amikor a szikzacskó tartalma elkezd fogyni, a szikzacskón és a méhen redők alakulnak ki, amelyek aztán méhlepényszerű burkot alkotnak. A kifejlett nősténynek csak egy működő petefészke van és két működő méhe. Az ovuláció körülbelül ugyanakkor történik meg, amikor az ellések; ilyenformán ez a cápa minden évben létrehoz egy almot. A vaksi pörölycápa szaporodási időszaka az előfordulási területtől függően különböző. Trinidad vizeiben a párosodás augusztusban és szeptemberben történik meg, míg az ellés a következő év késő májusában vagy júniusában. A vemhesség 10 hónapig tart. Egy alomban 5-12 kis vaksi pörölycápa lehet. A vemhes nőstények kihasználják a táplálékban bővelkedő, sekély vizű, part menti szakaszokat és öblöket. Az újszülött cápa 30 centiméter hosszú. Az ivarérettséget a hím 80 centiméteresen, míg a nőstény 98 cm-esen éri el. A trinidadi porcos halaktól eltérően az észak-brazíliai Maranhão állam környékén élő halaknál az ivarérettség a hímeknél 92 cm, míg a nőstényeknél 101 cm hossznál következik be. Mivel az alom nagysága az anyaállat méretétől függ, a maranhãoi vaksi pörölycápa nőstények akár 19 kis pörölycápának is képesek életet adni. A nagy előfordulási területén vannak olyan helyek, ahol júniustól októberig, vagy januártól áprilisig lehet vemhes nőstényeket találni. A hímek az eddigi megfigyelések szerint májustól novemberig, vagy akár márciusban is készek a párzásra.

## A vaksi pörölycápa és az ember
A vaksi pörölycápa félénk és ártalmatlan az ember számára. Ezt a cápafajt csak kisebb mértékben halásszák szándékosan, főleg mellékfogásként kerül a helybéliek halászhálóiba. A térségbeli halpiacokon emberi táplálékként árusítják. Trinidadon, Guyanában és Brazíliában a legfontosabb, vagy második legfontosabb halászható cápafaj. A kalapács alakú feje miatt könnyen belegabalyodik a hálókba; továbbá számos horoggal ellátott hosszú zsinórral és kotró-vontató hálóval is fogható. A Természetvédelmi Világszövetség (IUCN) sebezhető fajként kezeli ezt a pörölycápát, mivel lassan szaporodik és túl gyakran kerül a halászhálókba mellékfogásként. E két ok miatt ez a pörölycápa helyileg el is tűnhet. A trinidadi és észak-brazíliai halászok beszámolói szerint a kifogott vaksi pörölycápák száma jelentős mértékben lecsökkent; ez a létszámcsökkenés meglehet, hogy az egész előfordulási területén érvényes. Manapság még nem létezik semmiféle védelmi intézkedés e porcos hal érdekében. Terv sincs, amely szabályozza a halászatát.

## Fordítás
- Ez a szócikk részben vagy egészben  a   Smalleye hammerhead című angol Wikipédia-szócikk ezen változatának fordításán alapul.  Az eredeti cikk szerkesztőit annak laptörténete sorolja fel. Ez a jelzés csupán a megfogalmazás eredetét és a szerzői jogokat jelzi, nem szolgál a cikkben szereplő információk forrásmegjelöléseként.

### A faj tudományos leírásával foglalkozó internetes ismeretforrások
- A taxon adatlapja az ITIS adatbázisában. Integrated Taxonomic Information System. (Hozzáférés: 2015. január 9.)
- Sphyrna tudes (Valenciennes, 1822) (angol nyelven). WoRMS World Register of Marine Species. (Hozzáférés: 2015. január 9.)
- Bonnet Sphyrna tudes (Valenciennes, 1822) (angol nyelven). BioLiB.cz. (Hozzáférés: 2015. január 9.)
- Sphyrna tudes (Valenciennes, 1822) (cseh nyelven). AQUATAB. (Hozzáférés: 2015. január 9.)
- Smalleye hammerhead (Sphyrna tudes) (angol nyelven). ARKIVE. [2014. december 13-i dátummal az eredetiből archiválva]. (Hozzáférés: 2015. január 9.)
- Sphyrna tudes Great hammerhead (angol nyelven). Animal Diversity Web ADW. (Hozzáférés: 2015. január 9.)
- Sphyrna tudes Smalleye Hammerhead (angol nyelven). Encyclopedia of Life. (Hozzáférés: 2015. december 9.)